# Macrothele cretica
Macrothele cretica је арахнида из реда Araneae и фамилије Hexathelidae. 

## Угроженост
Подаци о распрострањености ове врсте су недовољни.

## Распрострањење
Грчка је једино познато природно станиште врсте.

## Станиште
Врста Macrothele cretica има станиште на копну.